# Kaneko Kei
Kei Kaneko (sinh ngày 16 tháng 12 năm 1983) là một cầu thủ bóng đá người Nhật Bản.

## Sự nghiệp câu lạc bộ
Kei Kaneko đã từng chơi cho Thespa Kusatsu.